# 9e cérémonie des New York Film Critics Circle Awards
Les 9e New York Film Critics Circle Awards, décernés par le New York Film Critics Circle, ont été annoncés le 28 décembre 1943 et ont récompensé les films réalisés dans l'année.

## Palmarès

### Meilleur film
- Quand le jour viendra (Watch on the Rhine)
  - Et la vie continue (The Human Comedy)
  - Holy Matrimony

### Meilleur réalisateur
- George Stevens pour Plus on est de fous (The More the Merrier)
  - William A. Wellman pour L'Étrange Incident (The Ox-Bow Incident)
  - Fritz Lang pour Les bourreaux meurent aussi (Hangmen Also Die!)

### Meilleur acteur
- Paul Lukas pour le rôle de Kurt Muller dans Quand le jour viendra (Watch on the Rhine)
  - Sonny Tufts pour le rôle de Kansas dans Celles que fiers nous saluons (So Proudly We Hail!)
  - Monty Woolley pour le rôle de Priam Farrell dans Holy Matrimony

### Meilleure actrice
- Ida Lupino pour le rôle de Mrs. Helen Chernen dans La Manière forte (The Hard Way)
  - Katina Paxinou pour le rôle de Pilar dans Pour qui sonne le glas (For Whom the Bell Tolls)
  - Gracie Fields pour le rôle de Alice Chalice dans Holy Matrimony